# Oligosita dilutior
Oligosita dilutior är en stekelart som beskrevs av Maksymilian Nowicki 1935. Oligosita dilutior ingår i släktet Oligosita och familjen hårstrimsteklar. Inga underarter finns listade i Catalogue of Life.